# Salvatore Schillaci
Salvatore „Totò” Schillaci (Palermo, 1. prosinca 1964. – Palermo, 18. rujna 2024.) bio je talijanski nogometaš. Posebnu slavu stekao je postigavši šest od svojih sedam reprezentativnih golova na Svjetskom prvenstvu u Italiji 1990., što mu je donijelo Zlatnu kopačku kao najboljem strijelcu turnira i nagradu za najboljeg igrača turnira.
Totò Schillaci imao je svoj profesionalni debi u sezoni 1982./83. s Messinom u Serie C2. Klub je došao u Serie B u sezoni 1986./87. Bio je najbolji strijelac Serie B s 23 gola u sezoni 1988./89., nakon čega je potpisao ugovor s Juventusom iz Torina u sezoni 1989./90. Schillaci se odmah etablirao kao stalni igrač za vrijeme trenera Dina Zoffa i osvojio je s klubom Coppa Italiju i Kup UEFA. S 21 golom u 50 utakmica u svim natjecanjima, Schillaci je bio daleko najbolji strijelac svoje momčadi u sezoni 1989./90. Ove izvedbe donijele su mu uvrštavanje u talijansku reprezentaciju za Svjetsko nogometno prvenstvo u Italiji 1990. godine koju je sastavio Azeglio Vicini.
Schillaci je svojim golovima na Svjetskom prvenstvu trasirao put Italiji do polufinala, gdje je izgubila od Argentine na jedanaesterce. U utakmici za treće mjesto protiv Engleske, Schillaci je postigao gol u 85. minuti iz jedanaesterca za konačnih 2:1. Schillaci je proglašen najboljim igračem i najboljim strijelcem (6 golova) toga Svjetskog prvenstva.
U ljeto 1992. Schillaci je prešao u InterMilan, gdje je njegov učinak pao. Godine 1994. napadač je napustio Italiju i preselio se u Japan u klub Júbilo Iwatu, postavši prvi Talijan u prvoj japanskoj nogometnoj ligi. Na kraju sezone 1997., u kojoj je "Totò" Schillaci osvojio J. League s Júbilom Iwatom, završio je svoju karijeru.
Dana 18. rujna 2024. Schillaci je preminuo u Palermu u dobi od 59 godina od posljedica raka.